# Claudia Moreno
Claudia Cristina Moreno González es una actriz, filántropa, modelo y ex Miss Venezuela, nacida en Caracas, Venezuela el 8 de noviembre de 1977. Fue la representante oficial de Venezuela al concurso Miss Universo 2000, celebrada en Nicosia, Chipre el 12 de mayo de 2000, donde logró el puesto de primera finalista. Ha formado parte de la campaña publicitaria Chicas Polar. Fue Miss República Bolivariana de Venezuela 2000.

## Estudios
- 1982 - 1994: Primaria a Bachillerato / Unidad Educativa Colegio Los Arrayanes / Caracas, Venezuela.
- 1995 - 2000: Carrera de Odontología / Universidad Santa María, USM / Caracas, Venezuela.
- 2000: 1° Promoción de Odontólogos “Dr. Luis Alonso Calatrava” / Caracas, Venezuela.
- 2006: Curso de Actuación / Prof. Carlos Ospino / Caracas Venezuela.
- 2006 - 2007. Curso de Actuación / Prof. Nelson Ortega / Teatro Luz Columba / Caracas, Venezuela.

## Filmografía

### Televisión
- 100 días para enamorarnos (2021) — Ingrid
- Contra el tiempo (2016) — Verónica Castro
- 5 viudas sueltas (2013) — Leticia 'Lety'
- El laberinto (2012) — Gina
- Lynch (2012) — Sandrine González
- Que el cielo me explique (2011) — Daniela
- Ojo por ojo  (2010) — Magdalena Barragán 'La Muda'
- ¿Dónde está Elisa? (2010) — Isabel Ríos
- Verano en Venecia (2009) — Leticia Toledo
- Mi prima Ciela (2007) — Fernanda Rendiles
- Por todo lo alto (2006) — Raiza Castañeda

## Reality
- Desafío 2013: África, el origen (2013) — Participante del grupo de Celebridades